# Ependima
L'ependima (dal greco ἐπένδυμα, epèndyma, "sopravveste") è il sottile epitelio che riveste i ventricoli cerebrali e il canale centrale del midollo spinale. L'ependima è implicato nella produzione del liquido cerebrospinale (LCS) ed è originato dal neuroectoderma embrionale.

## Le cellule ependimali o ependimociti
L'ependima è composto dalle cellule ependimali o ependimociti. Queste cellule sono uno dei sei tipi di cellule della glia del sistema nervoso centrale. La loro morfologia è cubica\colonnare. Sulla superficie apicale presentano delle ciglia che hanno il compito di muovere il liquido cerebrospinale nel sistema nervoso centrale. La stessa superficie apicale può anche essere caratterizzata, in alternativa alle ciglia, da microvilli, che facilitano l'assorbimento del liquido cerebrospinale permettendone il ricambio. All'interno dei ventricoli cerebrali, alcune cellule ependimali modificate rivestono dei capillari sanguigni ripiegati ed in comunicazione tra di loro, formando il plesso corioideo, il quale produce il liquido cerebrospinale.

## Patologie
L'ependimoma è il tumore all'ependima. L'infiammazione delle cellule ependimali, o ependimite, è una patologia caratteristica della sifilide terziaria.

## Cellule staminali
Jonas Frisén e i suoi colleghi del Karolinska Institute di Stoccolma ritengono che l'ependima sia il luogo dove è più probabile che si trovino le cellule staminali neurali.